# 曾锦发
曾锦发（？—1853年），太平天国将领。清代广西省人。根据涤浮道人《金陵杂记》、谢炳《金陵癸甲纪事略》作曾锦发，张德坚《贼情汇纂》误作曹锦发。

## 生平
太平天国初期避「曾」字讳，改为「永」字，曾锦发曾经改名永锦发，太平天国癸好三年（1853年）十月，时任春官又副丞相，奉命救扬州，在三汊河血战，曾锦发当先冲锋陷阵，中炮阵亡。曾锦发战死那个月，蒙得恩升为春官又正丞相，林绍璋升为春官又副丞相。曾锦发所任官职，《金陵杂记》作春官又副丞相，《贼情汇纂》作春官又正丞相，《金陵癸甲纪事略》作殿前检点。涤浮道人在天京亲见曾锦发住处。

## 參閲
- 五石瓠
- 劉鑾

## 外部連結
- 五石瓠 （页面存档备份，存于）